# Jüdischer Friedhof (Harzgerode)

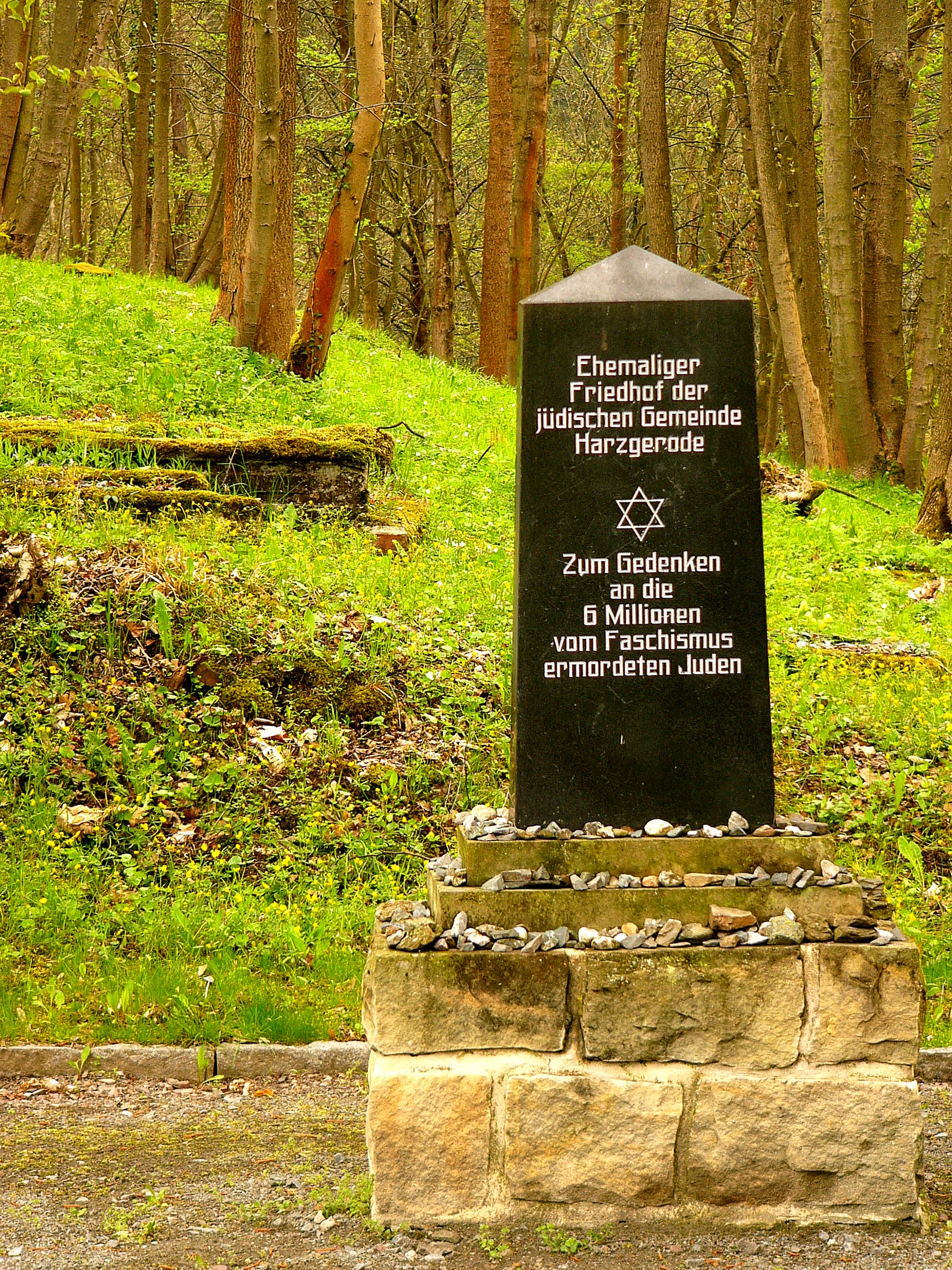
Gedenkstein auf dem jüdischen Friedhof in Harzgerode

Der Jüdische Friedhof in Harzgerode, einer Stadt im Landkreis Harz in Sachsen-Anhalt, wurde im 18. Jahrhundert angelegt. Der jüdische Friedhof, am westlichen Ortsausgang in Richtung Alexisbad an der linken Straßenseite, ist ein geschütztes Kulturdenkmal.
Auf dem Friedhof sind nur wenige Grabsteine und Grabeinfassungen erhalten. Im Jahr 2011 wurde der Friedhof restauriert.
Ein Gedenkstein erinnert an den Holocaust.